# Geunteng Timur
Geunteng Timur is een bestuurslaag in het regentschap Pidie van de provincie Atjeh, Indonesië. Geunteng Timur telt 1143 inwoners (volkstelling 2010).